# Groupe d'astronautes 7
Le groupe d'astronautes 7 (connu également sous le nom de « USAF MOL Transfer ») est le septième groupe d'astronautes de la NASA, sélectionné en août 1969, un mois après les premiers pas de l'homme sur la Lune.
C'est également le dernier avant le démarrage du programme de la navette spatiale, la sélection suivante s'opérant en 1977. 
Il présente une particularité exceptionnelle par rapport à tous les autres groupes d'astronautes, depuis leur origine jusqu'à nos jours : il est en effet le seul pour lequel la NASA n'a procédé à aucun appel à candidatures, se contentant de récupérer sept pilotes précédemment recrutés par l'armée de l'air américaine,.

## Origine du recrutement

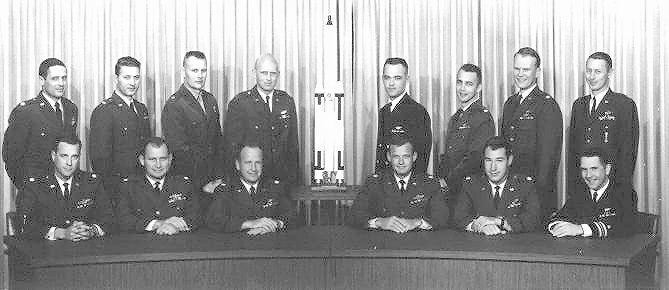
14 des 17 astronautes du programme militaire MOL, recrutés entre 1965 et 1967 :
- En haut, de gauche à droite : Herres, Hartsfield, Overmyer, Fullerton, Crippen, Peterson, Bobko et Abrahamson.
- En bas : Finley, Lawyer, Taylor, Crews, Neubeck et Truly.
- Absents : Adams, Macleay et Lawrence.

L'espace constituant un ensemble d'enjeux militaires, et non pas seulement civils, l'armée américaine s'était engagée à partir de 1963 dans son propre programme de vols habités, baptisé Manned Orbiting Laboratory (MOL) afin de lui conférer un certain caractère scientifique. Et de novembre 1965 à juin 1967, elle avait constitué trois groupes d'astronautes, soit 17 au total.
Mais en 1969, quand il est apparu qu'elle ne pourrait compter sur les ressources financières nécessaires pour réaliser son programme, elle l'a abandonné. La NASA, de son côté, avait prévu de recruter de nouveaux astronautes dans la perspective de nouveaux vols après le programme Apollo tout en utilisant une bonne partie du matériel utilisé par celui-ci. Le "programme post Apollo" était très ambitieux car il incluait des objectifs extrêmement variés. Les dirigeants américains ont alors compté s'en servir pour, secrètement, mener à bien des missions à caractère militaire.   
C'est ainsi que quelques-uns des pilotes que l'Armée avait recrutés ont été transférés dans le corps des astronautes de la NASA, le seul critère retenu étant l'âge : il a été décidé que seuls ceux qui étaient nés après 1932 le constitueraient. 
Au moment où ils ont rejoint la NASA, la plupart des astronautes du groupe 5 n'étaient pas affectés et, quand il s'est agi de désigner les équipages des derniers vols Apollo (jusqu'à 1972) puis ceux des trois missions du programme Skylab (1973-1974) puis du vol Apollo-Soyouz (1975), ceux-ci ont été retenus de façon prioritaire par rapport à ceux du groupe 7. Quatre d'entre ces derniers ont toutefois rejoint les équipages de support de ces différentes missions.

## Premiers recours aux astronautes

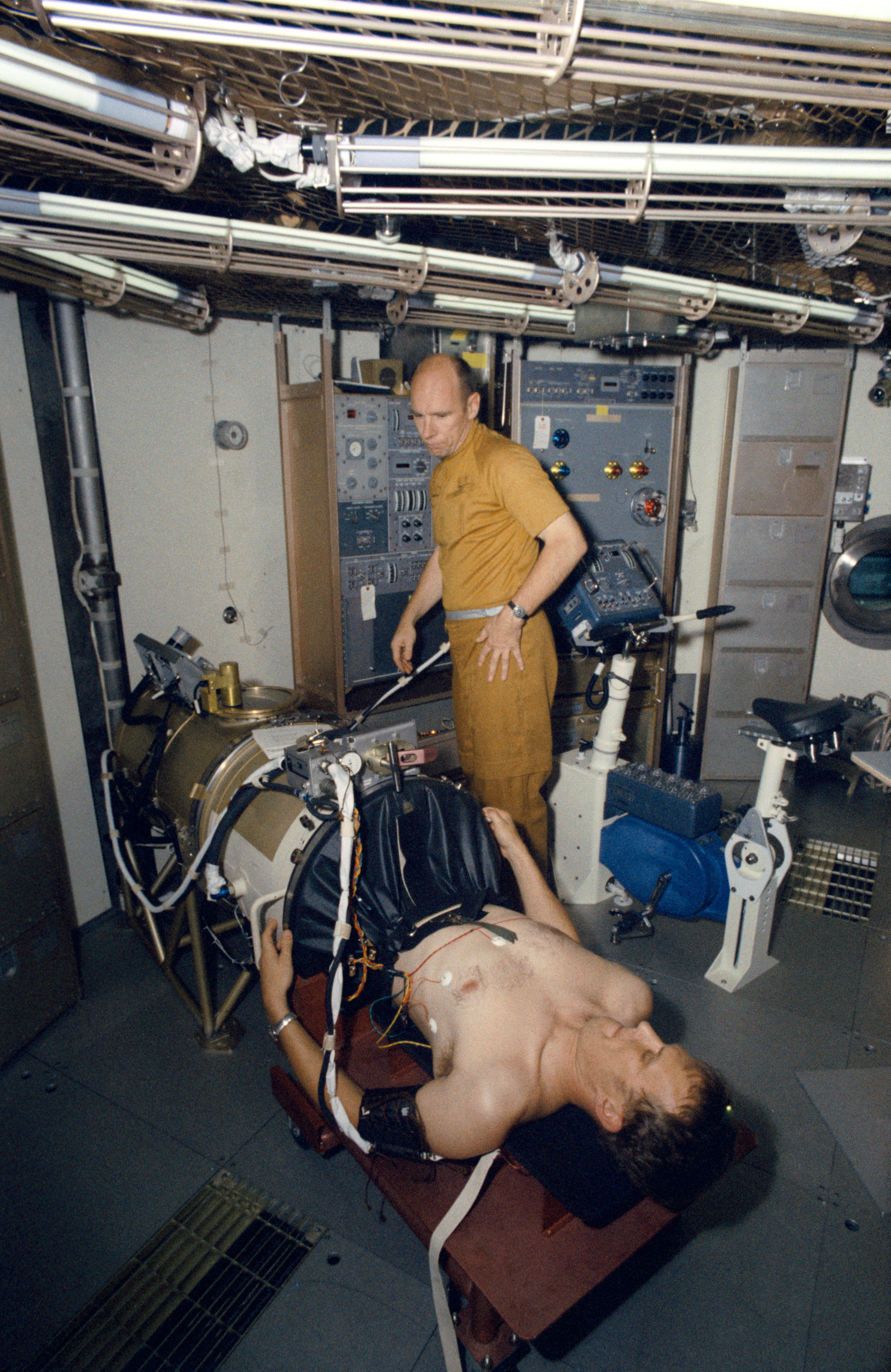
Bobko, allongé, participant en 1972 à une expérience médicale dans une maquette du Skylab.

Avant de prendre enfin la route de l'espace, en 1981, avec les tout premiers vols de la navette spatiale, les astronautes du groupe 7 ont été mobilisés pour la mise en œuvre des dernières missions utilisant le matériel Apollo.
C'est ainsi par exemple qu'à la fin de l'année 1972, Crippen et Bobko ont séjourné 56 jours à l'intérieur d'une maquette de la station spatiale Skylab afin d'évaluer les effets psychologiques d'un confinement prolongé de trois hommes dans un espace réduit (ils étaient accompagnés de William Thornton, médecin et par ailleurs membre du groupe 6). 
En 1974 et 1975, Crippen et Bobko (à nouveau) ainsi que Truly et Overmyer ont participé activement à la préparation de la mission Apollo-Soyouz avec leurs homologues soviétiques, que ce soit à Houston ou à Moscou. 
En 1977, enfin, Truly et Fullerton, ont assisté Haise et Engle (du groupe 5) lors des cinq vols largués de la navette expérimentale Enterprise pour tester ses capacités en vol plané et dans la phase d'atterrissage.
Des années plus tard, de 1989 à 1993, le parcours du vice-amiral Truly sera consacré quand il deviendra le grand patron de la NASA.

## Membres du groupe
|   | Nom                     | Statut | Date et lieu de naissance                   | Date et lieu de décès                  | Missions                      | Dates                                                  | Performances                                                                                         |
| - | ----------------------- | ------ | ------------------------------------------- | -------------------------------------- | ----------------------------- | ------------------------------------------------------ | --- |
| 1 | Karol J. Bobko          | USAF   | 23 décembre 1937 New York                   | 17 août 2023 Half Moon Bay, Californie | STS-6 STS-51-D STS-51-J       | 4 avril 1983 12 avril 1985 3 octobre 1985              | Pilote de la navette Challenger Commandant de la navette Discovery Commandant de la navette Atlantis |
| 2 | Robert L. Crippen       | USN    | 10 septembre 1937 Beaumont, Texas           |                                        | STS-1 STS-7 STS-41-C STS-41-G | 10 avril 1981 18 juin 1983 6 avril 1985 5 octobre 1985 | Pilote de la navette Colombia Commandant de la navette Challenger                                    |
| 3 | C. Gordon Fullerton     | USAF   | 11 octobre 1936 Rochester, État de New York | 21 août 2013 Lancaster, Californie     | STS-3 STS-51-F                | 22 mars 1982 29 juillet 1985                           | Pilote de la navette Columbia Commandant de la navette Challenger                                    |
| 4 | Henry W. Hartsfield, Jr | USAF   | 21 novembre 1933 Birmingham, Alabama        | 17 juillet 2014 Houston, Texas         | STS-4 STS-41-D STS-61-A       | 27 juin 1982 30 août 1984 30 octobre 1985              | Pilote de la navette Columbia Commandant de la navette Discovery Commandant de la navette Challenger |
| 5 | Robert F. Overmyer      | USMC   | 14 juillet 1936 Lorain, Ohio                | 22 mars 1996 Duluth, Minnesota         | STS-5 STS-51-B                | 11 novembre 1982 29 avril 1985                         | Pilote de la navette Columbia Commandant de la navette Challenger                                    |
| 6 | Donald H. Peterson      | USAF   | 22 octobre 1933 Winona, Mississippi         | 27 mai 2018 Webster, Texas             | STS-6                         | 4 avril 1983                                           | Spécialiste de mission ; sortie extravéhiculaire                                                     |
| 7 | Richard H. Truly        | USN    | 12 novembre 1937 Fayette, Mississippi       | 27 février 2024 Genesee, Colorado      | STS-2 STS-8                   | 12 novembre 1981 30 août 1983                          | Pilote de la navette Columbia Commandant de la navette Challenger                                    |

## Portraits

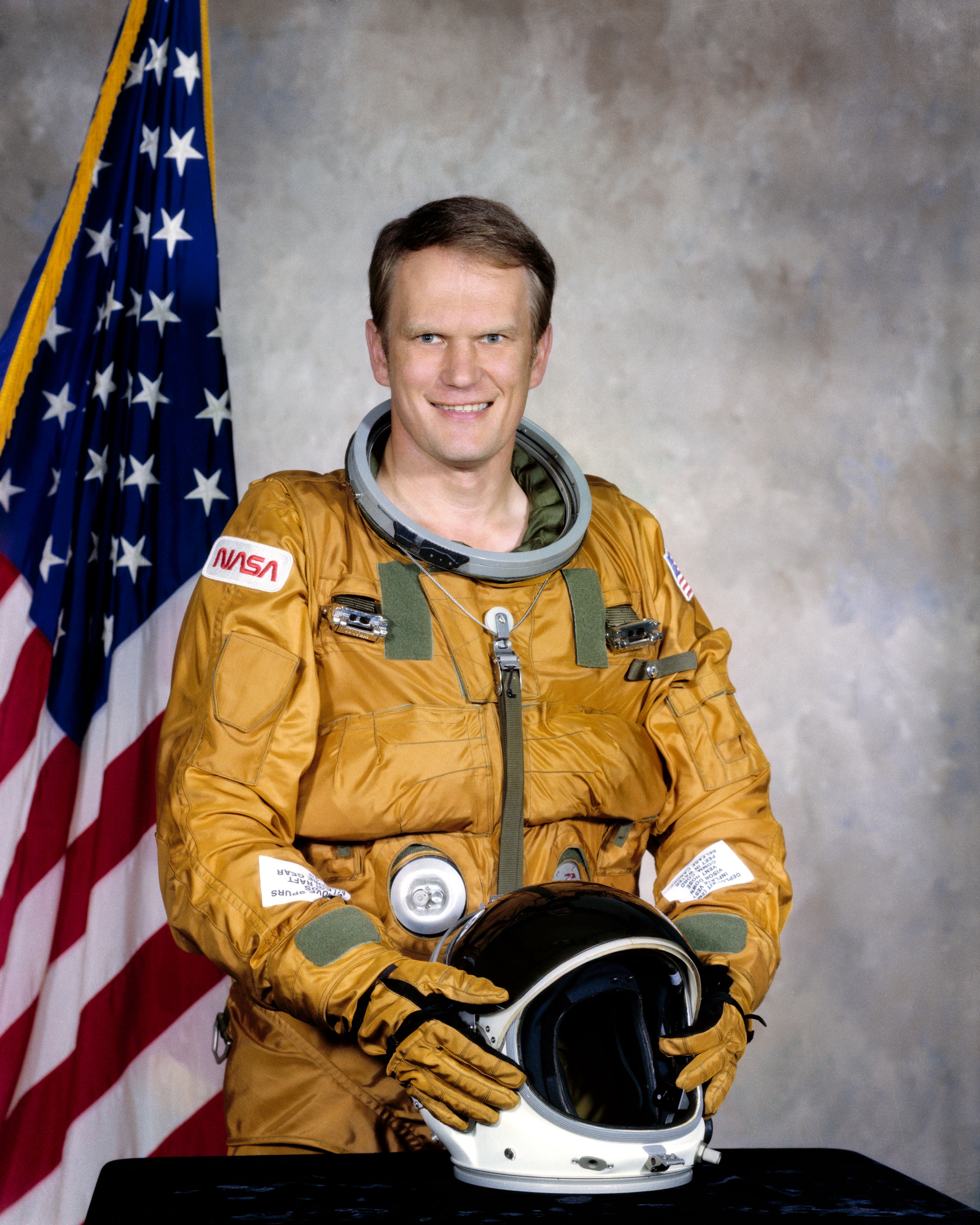
Karol J. Bobko
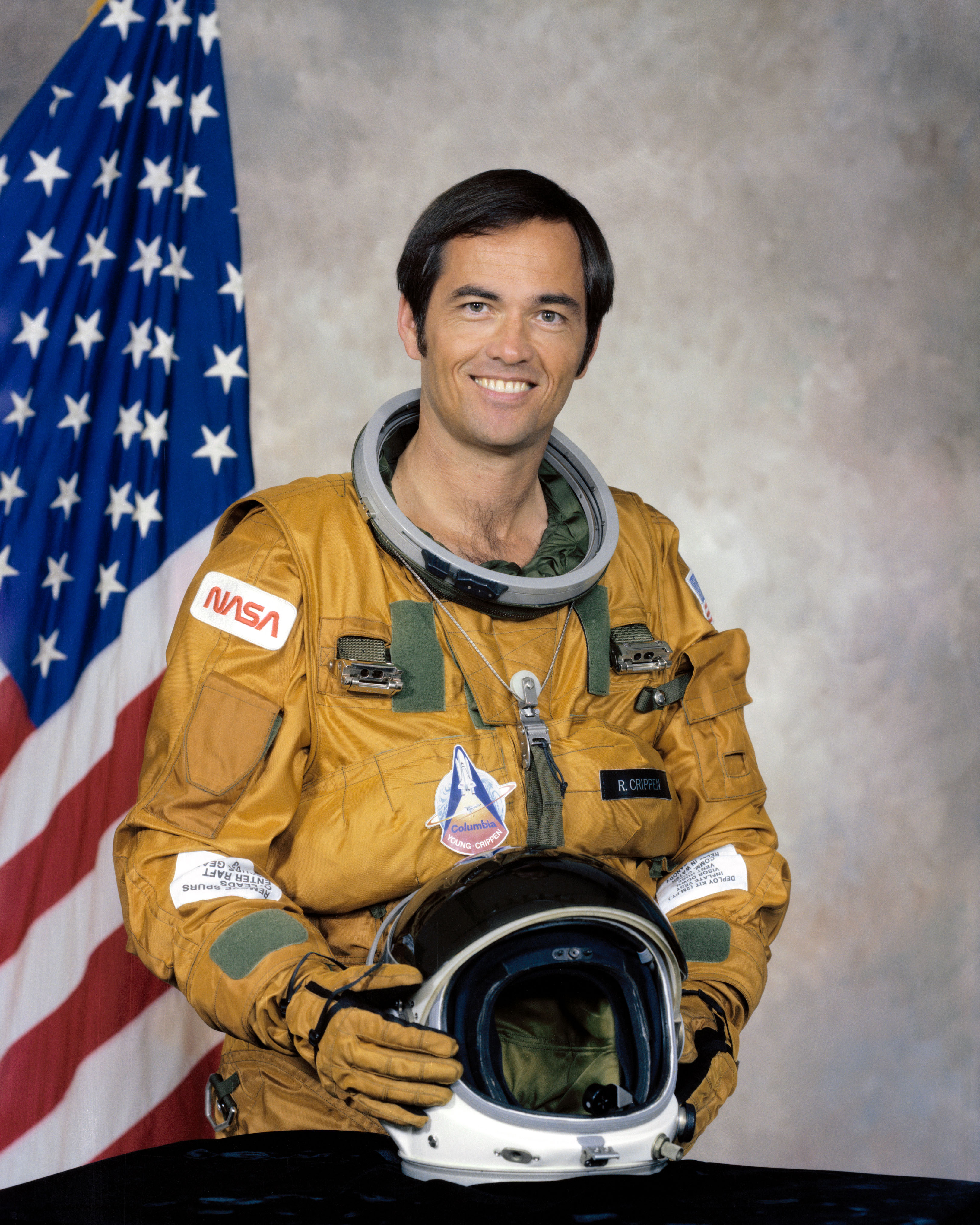
Robert L. Crippen
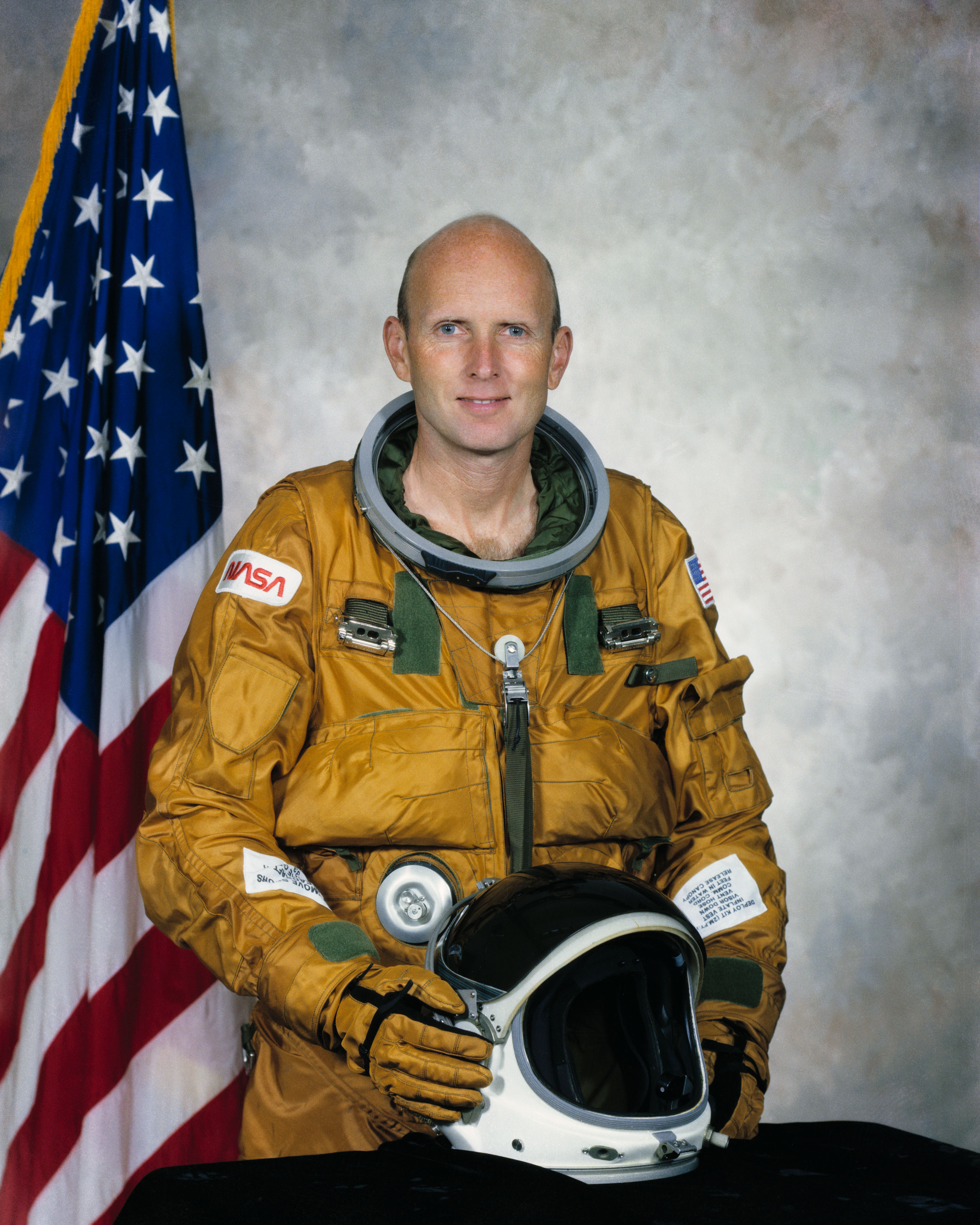
C. Gordon Fullerton
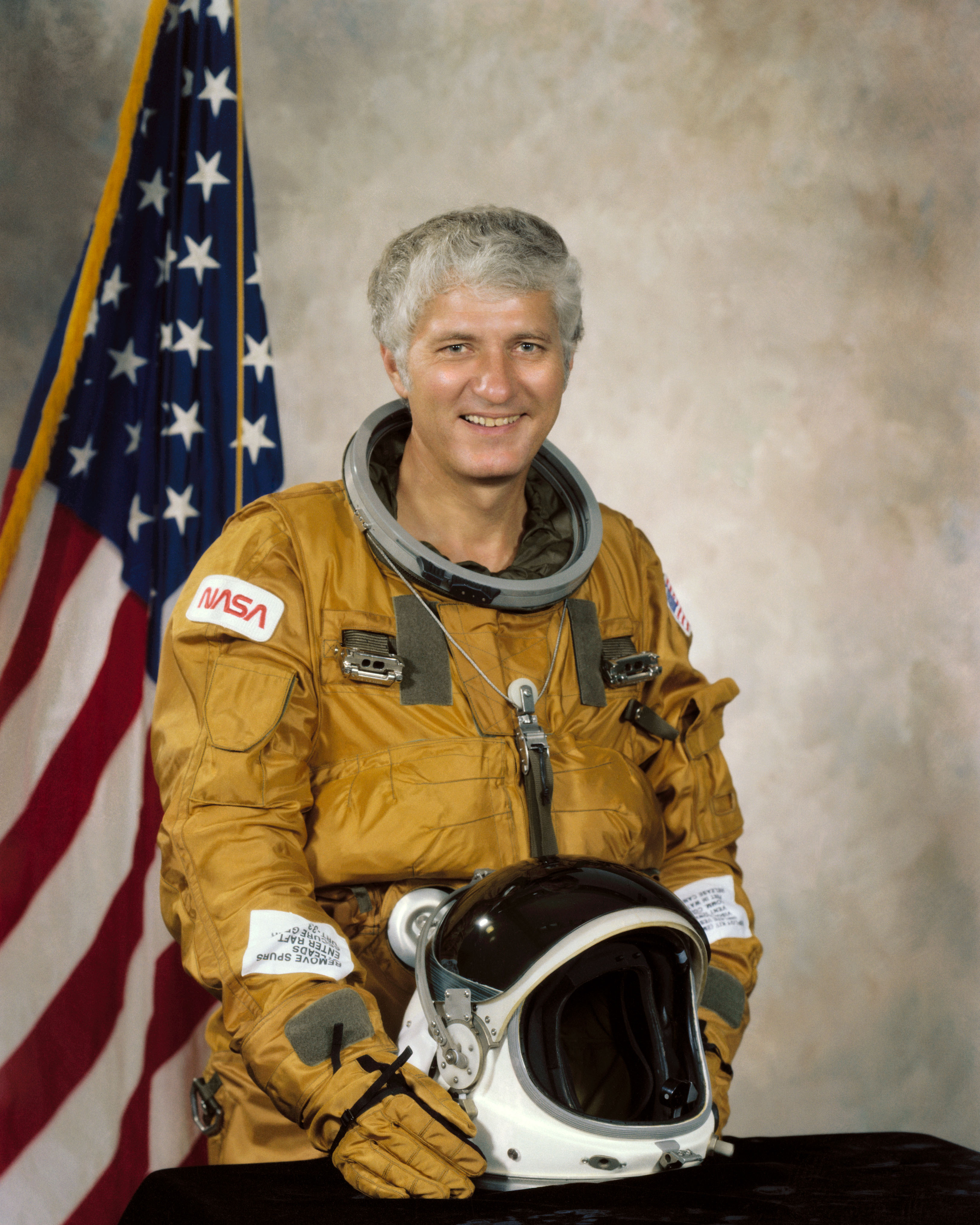
Henry W. Hartsfield, Jr
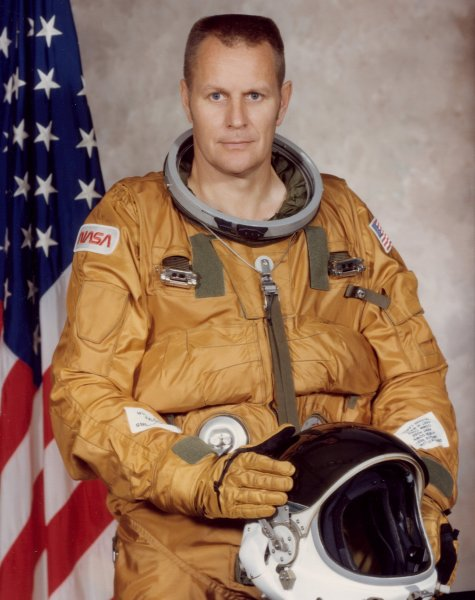
Robert F. Overmyer
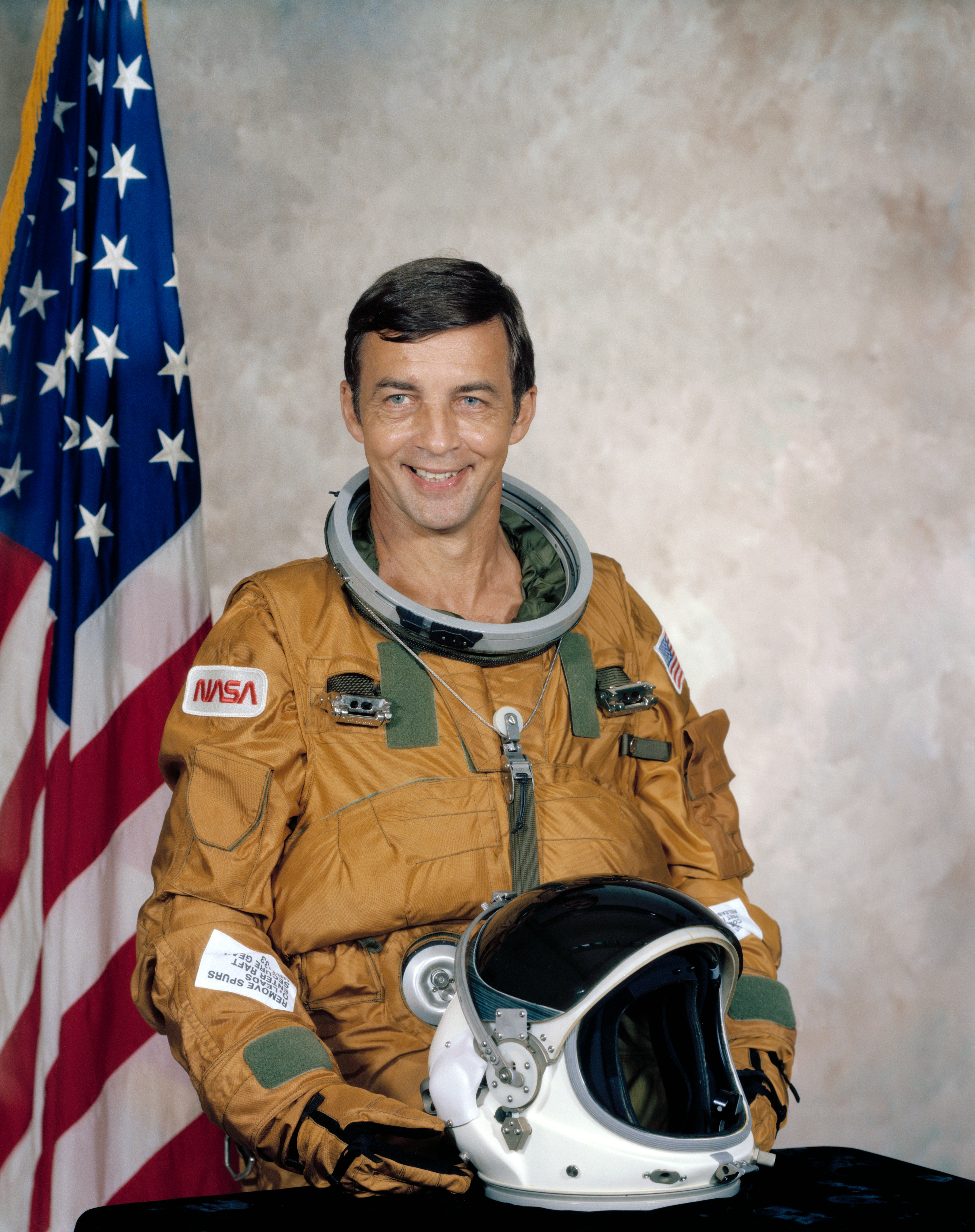
Donald H. Peterson
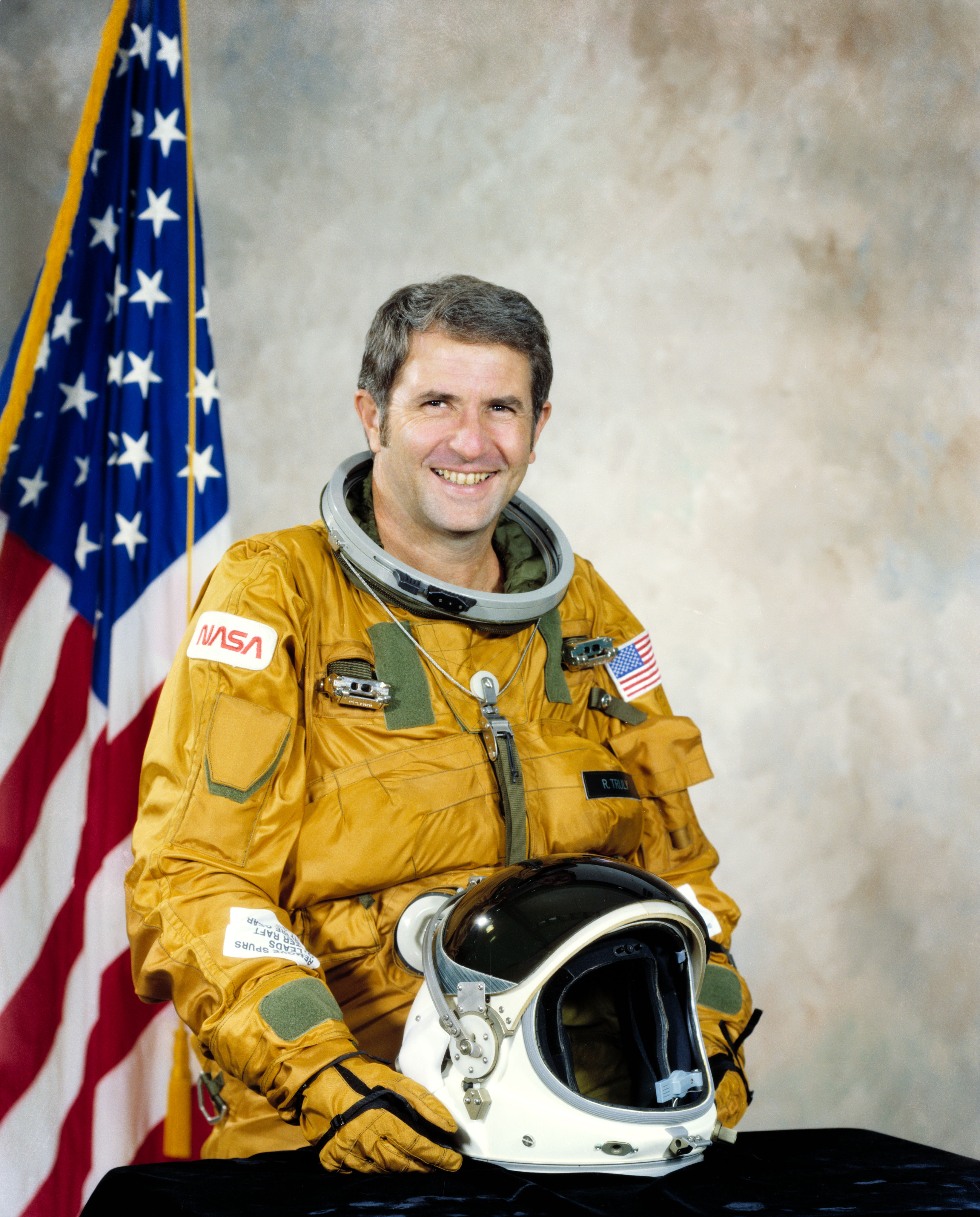
Richard H. Truly

## Affectations
Les astronautes du groupe 7 constituent le noyau des premiers pilotes de la navette spatiale, puis les commandants après leur premier vol.
En définitive, en quatre ans (1981-1985), ils figurent parmi les équipages de dix-sept missions de la navette spatiale (programme STS, pour Space Transportation System), Crippen participant à quatre d'entre elles, dont la toute première, en 1981, aux côtés de John Young. 
Tous les membres du groupe sans exception sont affectés à au moins une mission. Peterson est celui qui s'y sera le moins impliqué, n'effectuant qu'un seul vol, qui plus est non pas en tant que pilote ou commandant de bord, comme ses collègues, mais comme spécialiste de mission. A ce titre, il est toutefois le seul du groupe à avoir effectué une sortie dans l'espace, la toute première dans l'histoire des vols de la navette.
Tableau indiquant leurs affectations en comparaison des groupes antérieurs 1, 2, 3, 4, 5 et 6.

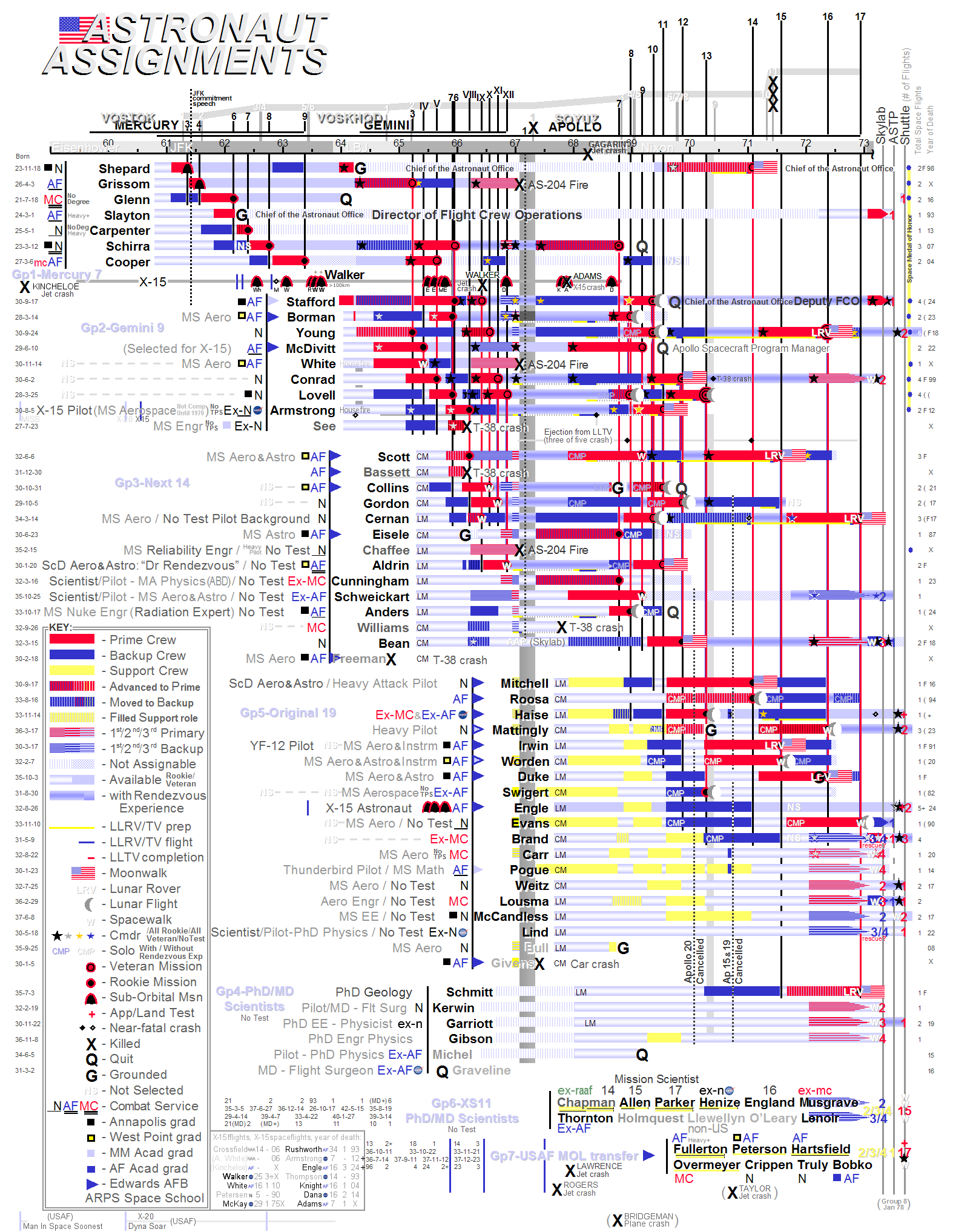